# Huemetla
Huemetla är en ort i Mexiko, tillhörande kommunen Jocotitlán i den nordvästra delen av delstaten Mexiko. Orten hade 1 205 invånare vid folkräkningen 2010.